# 安东站 (庆尚北道)
安東站（：／ Andong yeok */?）是中央線沿線的一座鐵路車站，位於韓國庆尚北道安東市雲興洞，有KTX、ITX-新村及無窮花號列車停靠。

## 車站結構
站體為2面4線的雙島式月台。

### 月台配置
| ↑ 義城          |
| １２ \| ３４ \| |
| 榮州 ↓          |

| 月台 | 路線   | 車種               | 目的地              |
| ---- | ------ | ------------------ | ------------------- |
| 1    | 嶺東線 | 無窮花號           | 往 東大邱、釜田方向 |
| 1    | 中央線 | 無窮花號           | 往 釜田方向         |
| 2    | 中央線 | KTX                | 往 東大邱、釜田方向 |
| 3    | 中央線 | KTX                | 往 清涼里方向       |
| 4    | 中央線 | ITX-新村、無窮花號 | 往 清涼里方向       |
| 4    | 嶺東線 | 無窮花號           | 往 東海方向         |

## 历史
- 1930年10月15日 - 落成使用。
- 2020年12月17日 - 迁址后的新站房启用[1]。

## 图片

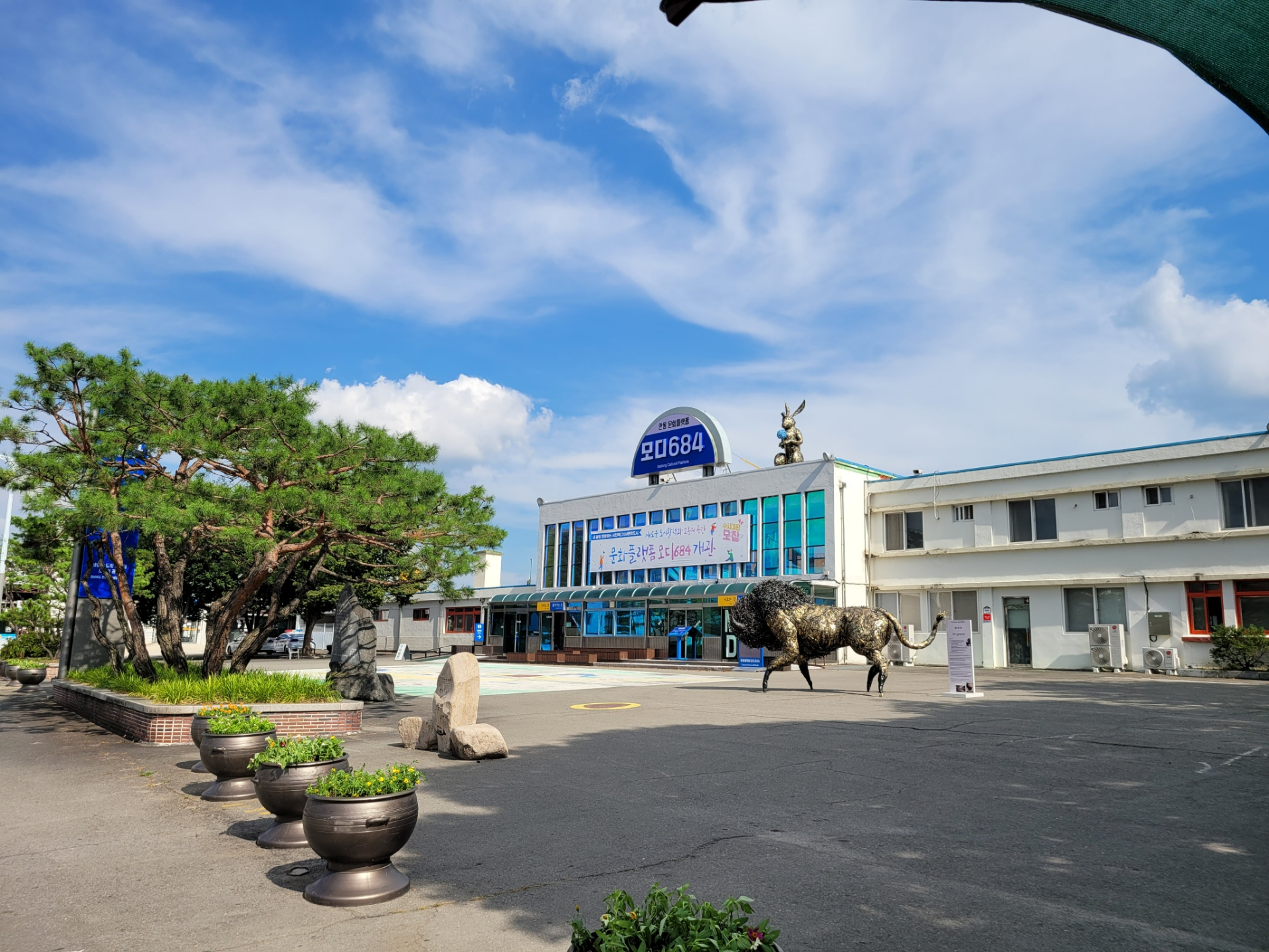
旧站站舍
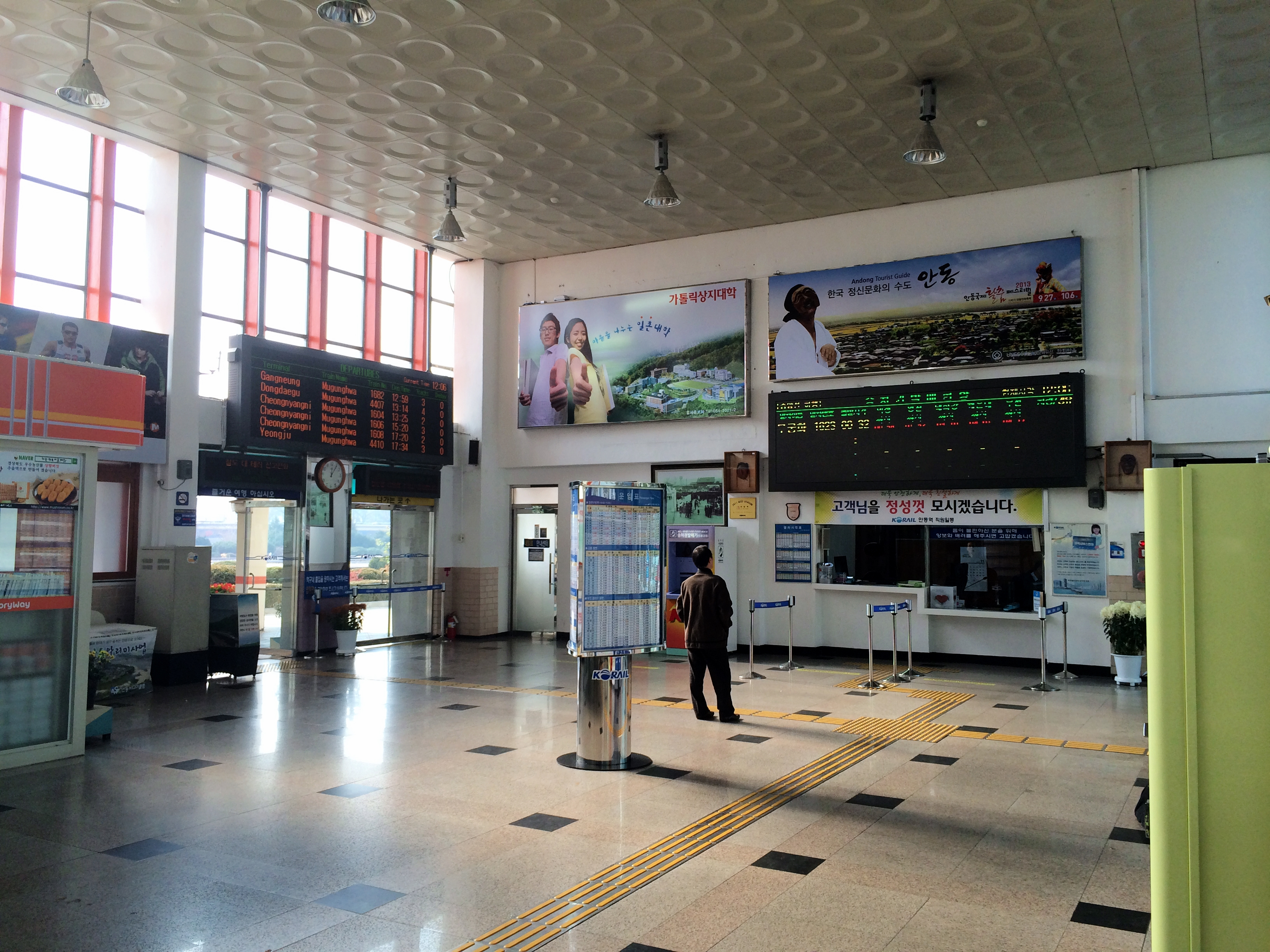
旧站站舍内
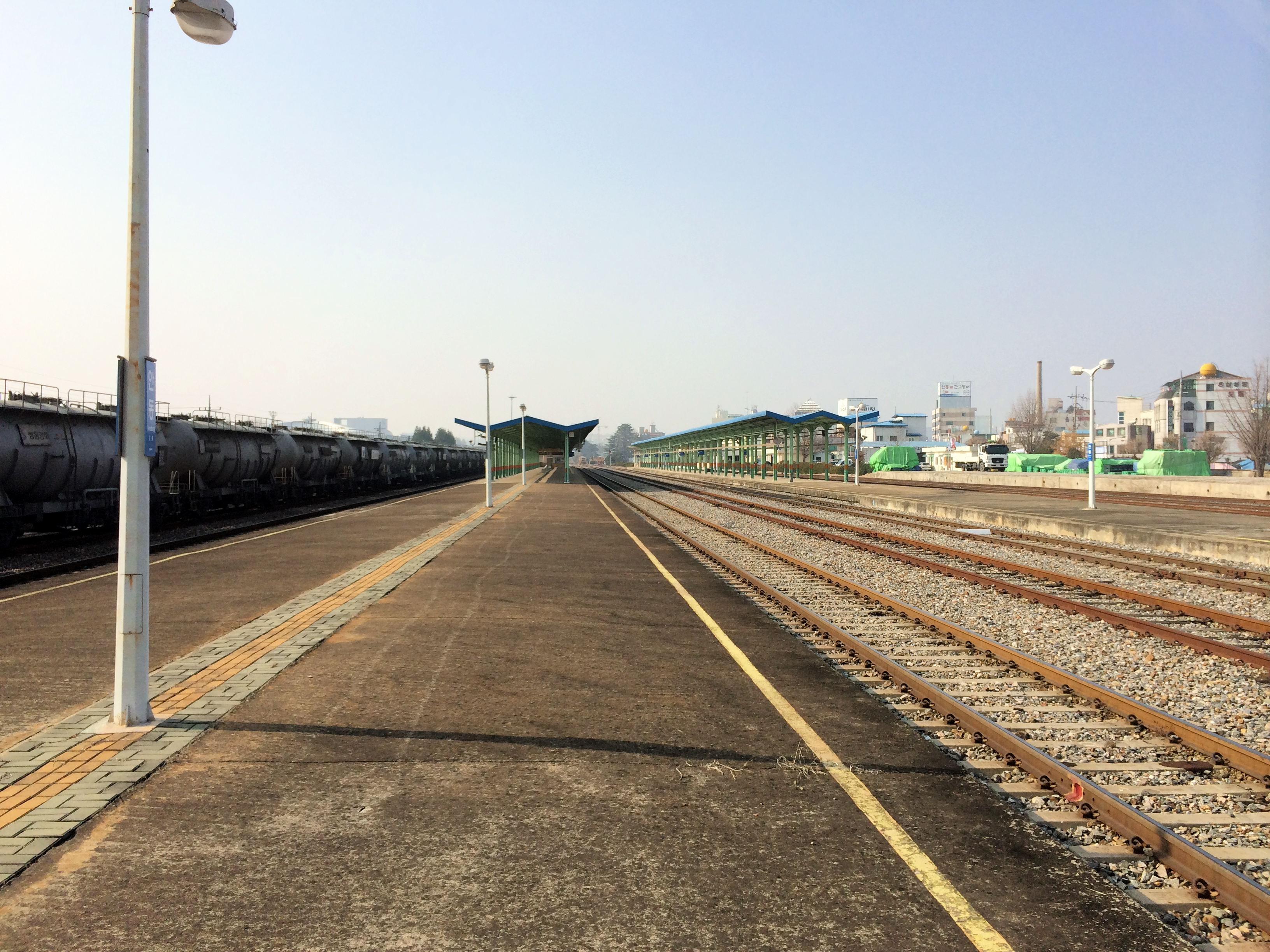
旧站站台
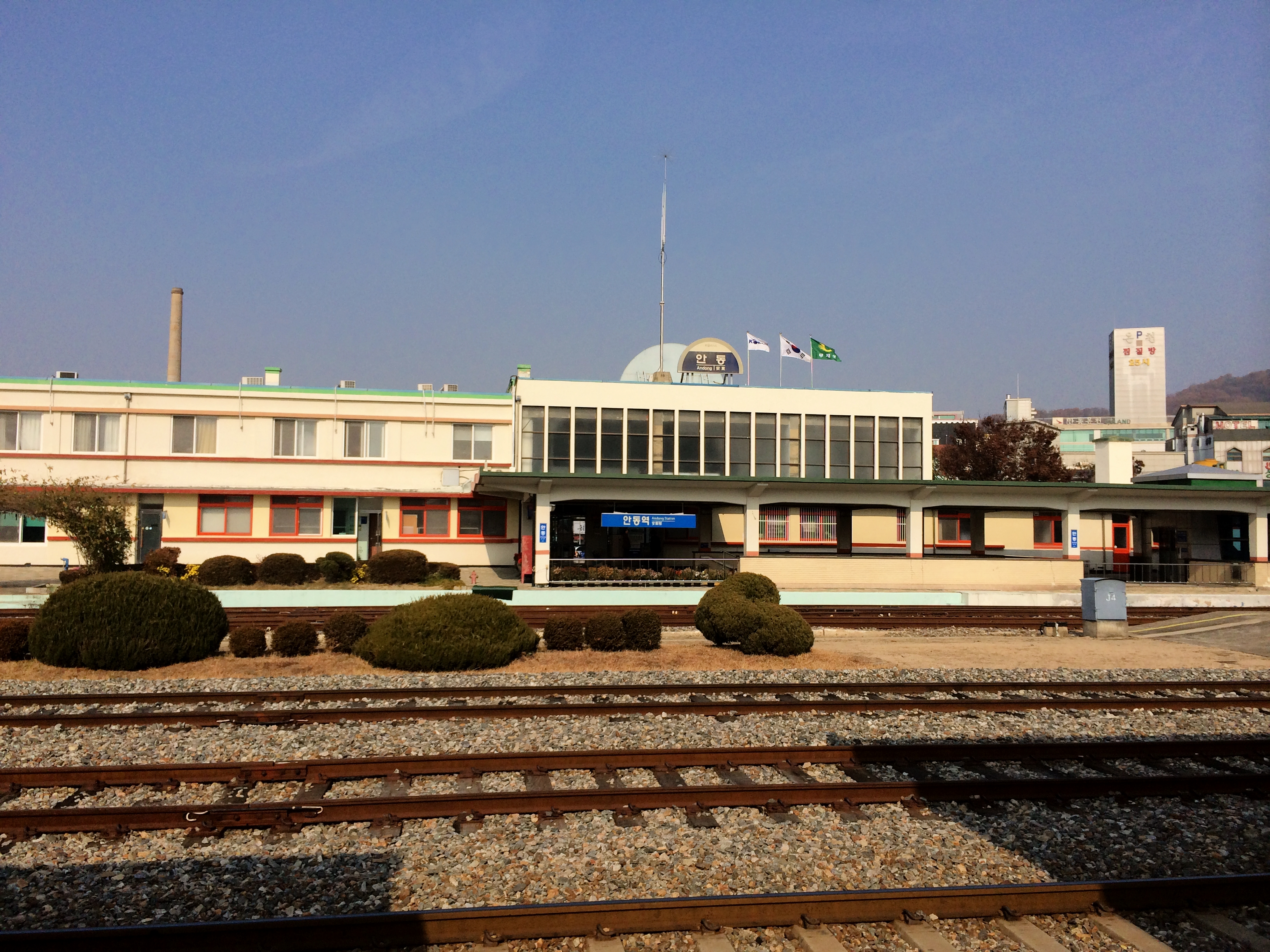
车站站舍
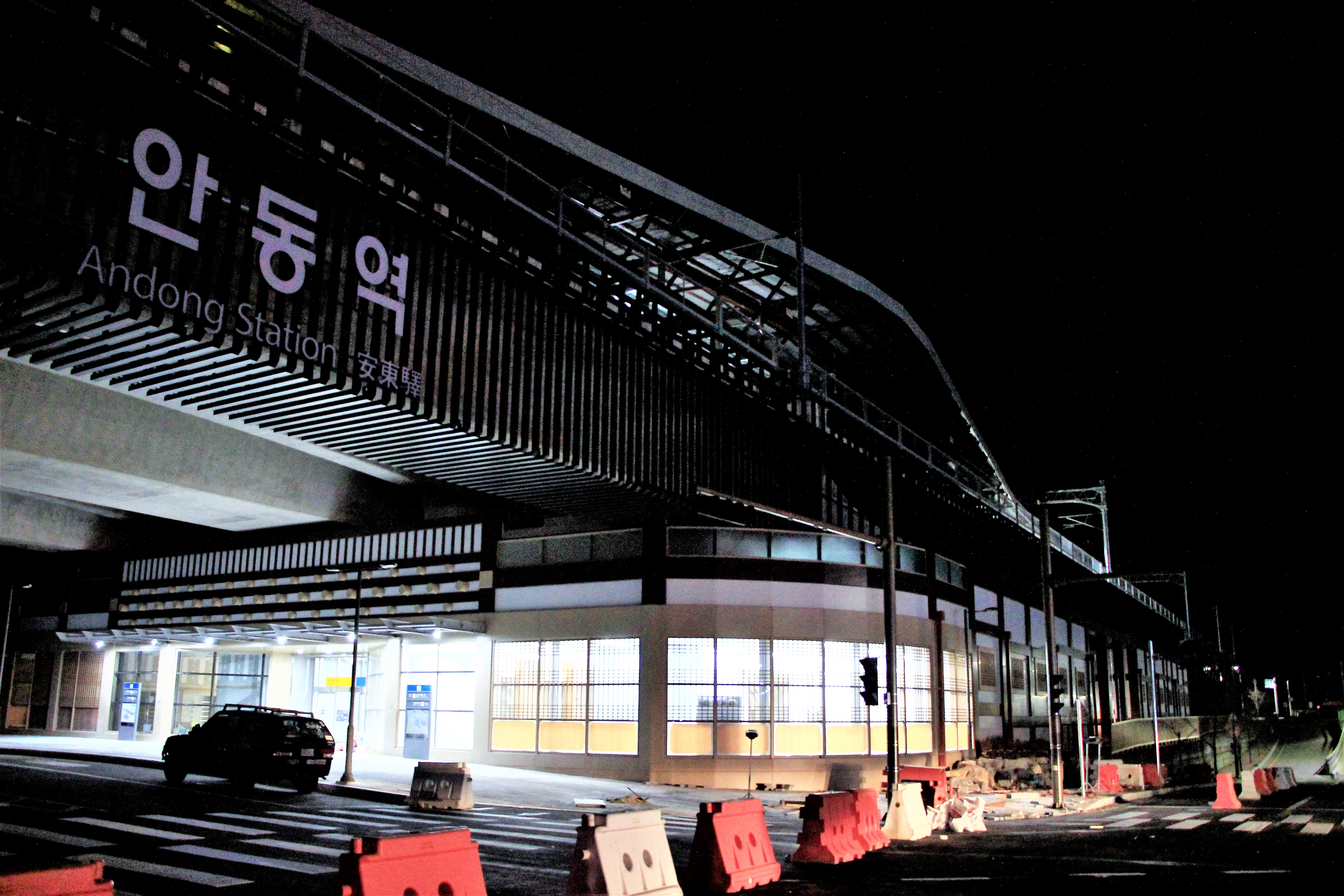
新站站房
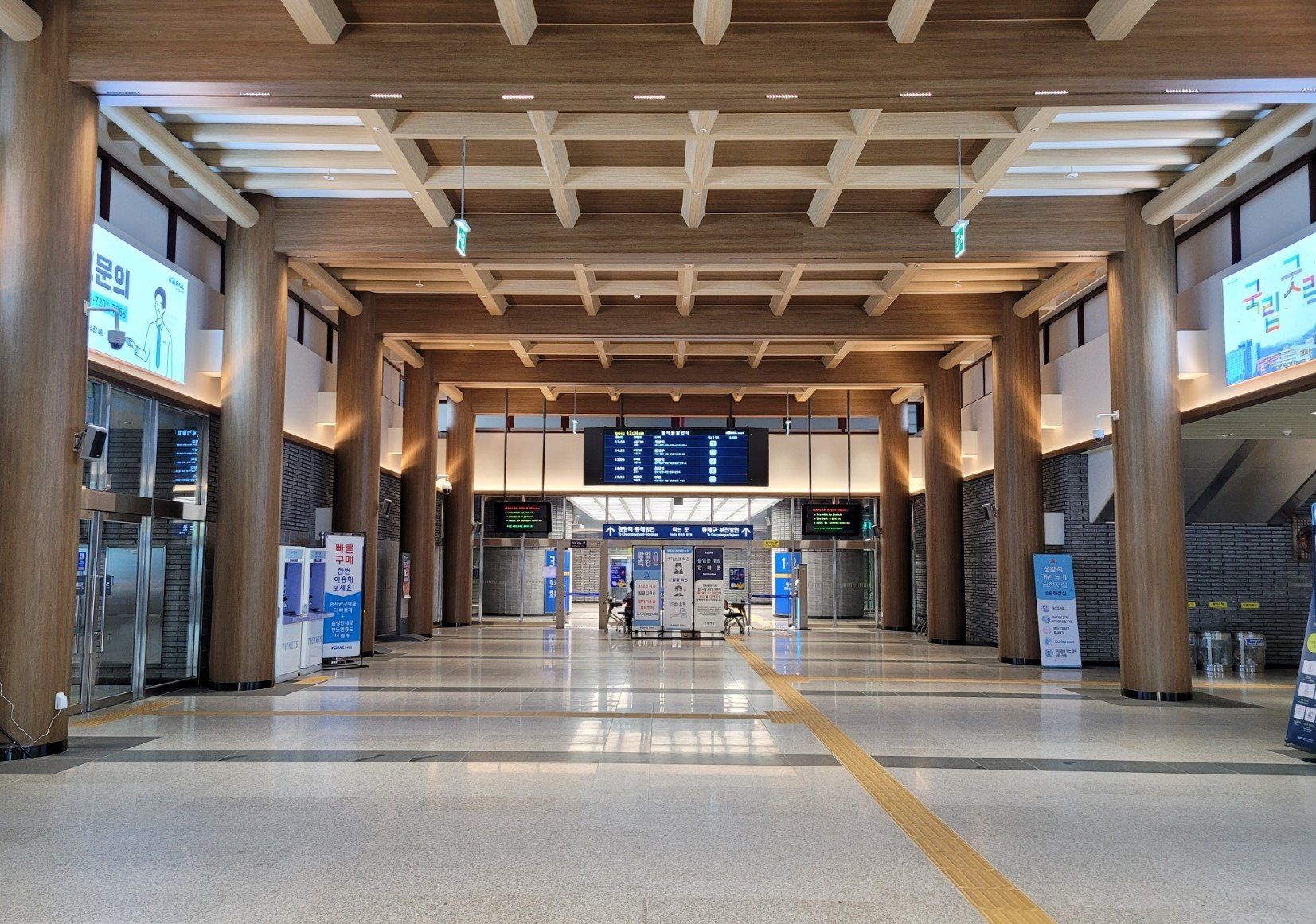
新站房内部
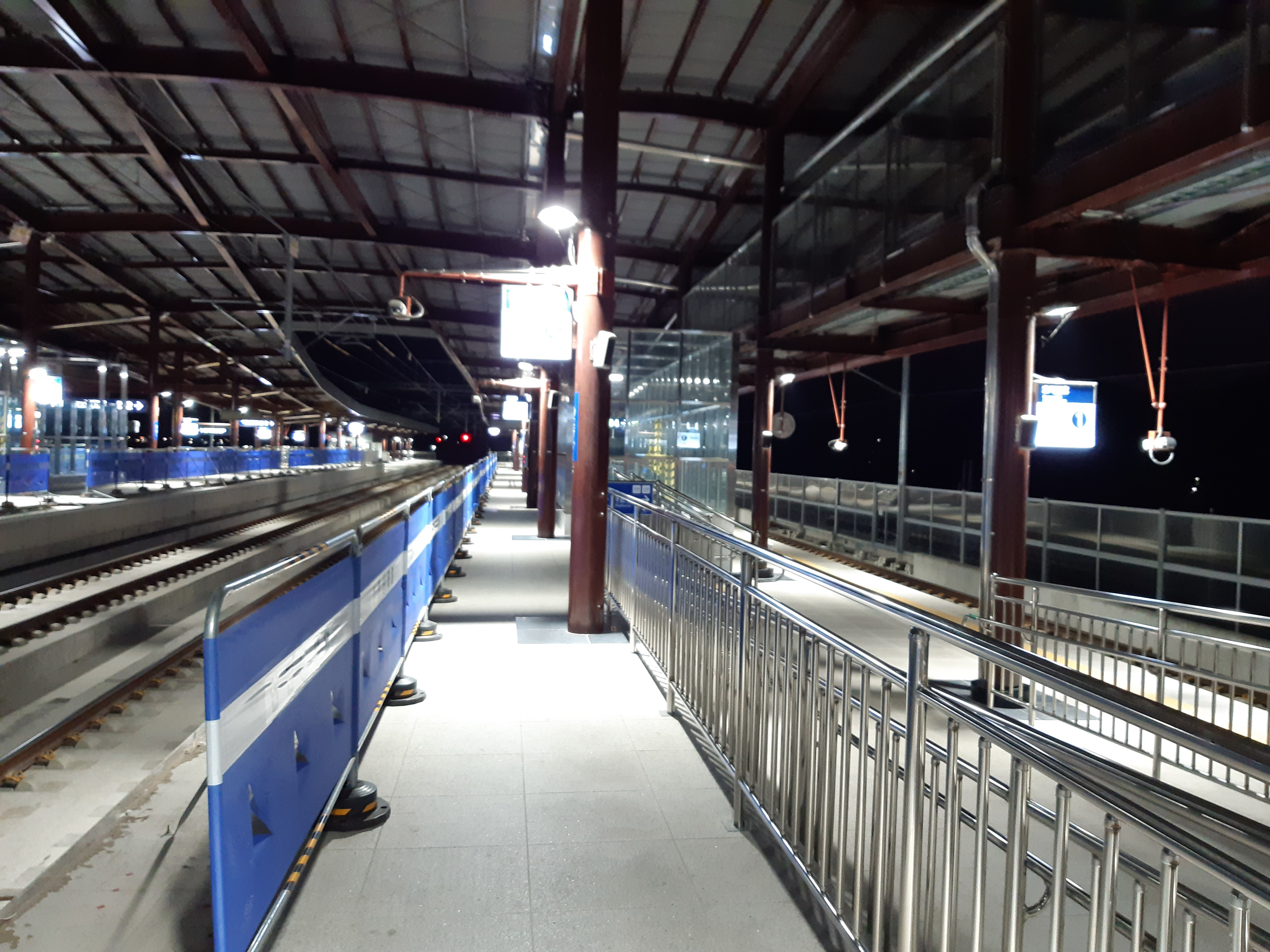
新站站台

## 鄰近車站
韓國鐵道公社
中央線
甕泉信號場－安東－義城